# محطة ماستريخت للسكك الحديدية
تقع محطة ماستريخت للسكك الحديدية في ماستريخت ، هولندا. إنها محطة السكك الحديدية الرئيسية في عاصمة مدينة ليمبورغ. إنها المحطة الجنوبية للخدمة المشتركة بين الكمار ماستريخت التي تقدمها NS. بالإضافة إلى ذلك ، تقدم أريفا والبلجيكية SNCB المحطة بقطارات محلية.

## تاريخ
افتتحت المحطة في 23 أكتوبر 1853 مع سكة حديد ماستريخت-آخن
. في عام 1856 ، تم فتح خط سكة حديد إلى هاسيلت. كلا الخطين مغلقين الآن (جزئيًا). في عام 1861 ، تم فتح خط السكك الحديدية Liège-Maastricht. لم يكن قبل افتتاح خط سكة حديد ماستريخت-فينلو في عام 1865 أن كانت ماستريخت مرتبطة ببقية هولندا.

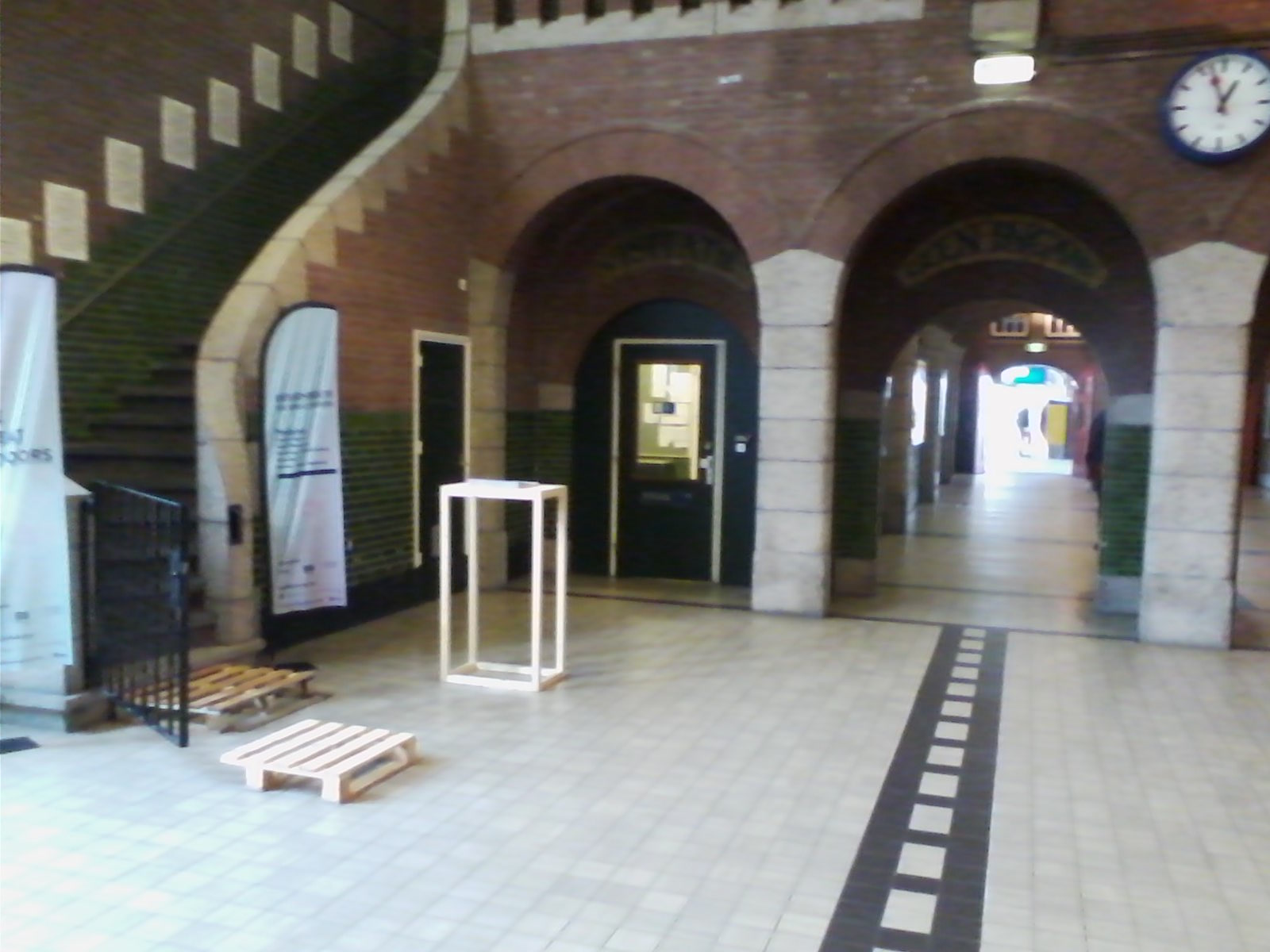
مدخل يربط القاعة الرئيسية بالمنصات 1 و 2 و 3 ومحطة الحافلات. لا تزال العلامات القديمة مرئية في المحطة.

بسبب الطابع المحصن للمدينة ، تقع أول محطة للسكك الحديدية خارج ماستريخت ، داخل بلدية ميرسين. تم بناء المحطة الأولى من الخشب ، بحيث يمكن هدم المحطة بسرعة. تم تعديل حدود البلدية في عام 1907 ، مما جعل المحطة جزءًا من بلدية ماستريخت. تم تشييد المبنى الحالي المبني من الطوب في عام 1913 ، والذي صممه جورج ويليم فان هيوكيلوم. ونظرًا لوجود اتصالات دولية بالمحطة ، فإن المحطة تضم عادات الحدود. على الرغم من أن القطارات من بلجيكا لا تزال تطالب باستاد ماستريخت ، إلا أن جوازات السفر والشيكات الأمنية ذهبت مع تنفيذ اتفاقية شنغن. وتستخدم الآن المساحة الجمركية السابقة للمحلات الصغيرة ، مثل بوتيك الزهور ، وألبرت هيجن ، و HEMA وبعض متاجر الوجبات الخفيفة.

### خطط
هناك خطط لإعادة فتح الخط إلى هاسيلت كخط ترام. مرتين في الساعة ، يجب أن يعمل الترام من محطة ماستريخت من خلال المركز إلى بلدة لاناكين القريبة ، وكذلك كقطار للسكك الحديدية الخفيفة إلى Bilzen و Hasselt. وفقا للخطة ، يجب أن يتمكن الركاب من السفر عن طريق الترام في عام 2018.

## خدمات القطار
استدعاء خدمات القطارات التالية في هذه المحطة:
- الخدمات السريعة: NS intercity: (Schagen–) Alkmaar – Amsterdam – Utrecht-Eindhoven – Maastricht Arriva sneltrein S5: Maastricht Randwyck – Meerssen-Valkenburg – Heerlen خدمات محلية: Arriva stoptrein S2: Roermond – Sittard – Maastricht Randwyck Arriva stoptrein S4: Maastricht Randwyck – Meerssen-Valkenburg-Heerlen SNCB / NMBS Local 13: (Hasselt – Liers–) Liège – Visé – Maastricht

## خدمات الحافلات

### باصات المدينة
- 1: Malberg-Brusselse Poort-Maastricht City Centre-Maastricht Central Station-Maastricht Randwyck-De Heeg. 2: Oud Caberg-Brusselse Poort-Maastricht City Centre-Maastricht Central Station-Maastricht Randwyck-De Heeg. 3: Wolder-Biesland-Jekerkwartier-Maastricht City Centre-Maastricht Central Station-Wittevrouwenveld-Nazareth 4: ماستريخت (-بوتنبرغ-جيكركوارتير-سيتي سنتر-المحطة المركزية-فيتروفيرنفنفد) -بيرج وتيربليخت-فالكينبورغ 5: Daalhof-Mariaberg-Maastricht City Centre-Maastricht Central Station-Maastricht Randwyck-Heugem-East-Maarland-Eijsden 6: Daalhof-Mariaberg-Maastricht City Centre-Maastricht Central Station-Wittevrouwenveld-Amby 7: Malpertuis-Caberg-Maastricht City Centre-Maastricht Central Station-Maastricht City Centre-Jekerdal-Villapark. 8: ماستريخت (-بوشبورت-سيتي سنتر-المحطة المركزية-فيتفويرنفنفيلد) -باملن-سيبي-فالكينبورغ 9: Maastricht Central Station-Beatrixhaven-Borgharen-Itteren-Bunde

### الحافلات الليلية
- N1: Malberg-Brusselse Poort-Maastricht City Centre-Maastricht Central Station-Randwyck-De Heeg N4: ماستريخت سيتي سنتر-شارن-فيترفرونفلد-بيرغ وتيربليخت-فالكينبورغ

### الحافلات الإقليمية
- 30: Sittard-Geleen-Beek-MAA-Meerssen-Maastricht 57: Maastricht-Gronsveld-Eckelrade-St. Geertruid-Mheer-Noorbeek-Heyenrath-ايبين-ميكلين-حزب-غولبين 350 (Limburgliner): Maastricht-Cadier and Keer-Margraten-Gulpen-Wahlwiller-Nijswiller-Lemiers-Vaals-Aachen 610 (الخط المدرسي): Simpelveld-Bocholtz-Nijswiller-Wahlwiller-Gulpen-Margraten-Cadier and Keer-Maastricht